# SuperLiga (Nordamerika)
Die SuperLiga war ein Fußballwettbewerb zwischen Mannschaften der Major League Soccer (USA, Kanada) und der mexikanischen Primera División.
Der Wettbewerb wurde von dem nord- und mittelamerikanischen Kontinentalverband CONCACAF und dem mexikanischen und US-amerikanischen Fußballverbänden organisiert. Der Wettbewerb wurde am 13. Januar 2007 der Öffentlichkeit vorgestellt und fand
in seiner ersten Auflage vom 24. Juli bis 29. August 2007 in den USA statt. Dazu wurden jeweils vier Mannschaften beider Ligen eingeladen. Der erste Sieger war der mexikanische Erstligist CF Pachuca. Die SuperLiga wurde im März 2011 aufgelöst.

## Modus
Das Turnier startete mit einer Gruppenphase, die aus zwei Gruppen à vier Mannschaften bestand. Die zwei besten Mannschaften jeder Gruppe gelangten in die nächste Runde (Halbfinale) und spielten im K.O.-Verfahren den Sieger aus.
Wurden bei der Erstauflage noch ausgewählte Teams zum Turnier eingeladen, entschied danach das sportliche Abschneiden in der Liga. Für den Wettbewerb 2009 qualifizierten sich aus der MLS die vier besten Teams, die sich 2008 nicht bereits für die CONCACAF Champions League qualifizieren konnten.
Aus der Primera División nahmen die besten Teams aus der kombinierten Aperatura und Clausura-Wertung eines Jahres teil, solange diese Mannschaften nicht für die CONCACAF Champions League qualifiziert waren.
Der Gewinner der Erstauflage des Wettbewerbs erhielt ein Preisgeld von einer Million US-Dollar.

## Die Turniere im Überblick
| Jahr         | Gastgeber | Sieger                 | Ergebnis             | Zweiter Platz          |
| ------------ | --------- | ---------------------- | -------------------- | ---------------------- |
| 2010 Details | USA       | Monarcas Morelia       | 2:1                  | New England Revolution |
| 2009 Details | USA       | UANL Tigres            | 1:1 n. V., 4:3 i. E. | Chicago Fire           |
| 2008 Details | USA       | New England Revolution | 2:2 n. V., 6:5 i. E. | Houston Dynamo         |
| 2007 Details | USA       | CF Pachuca             | 1:1 n. V., 4:3 i. E. | LA Galaxy              |